# Bán vô tính luyến ái

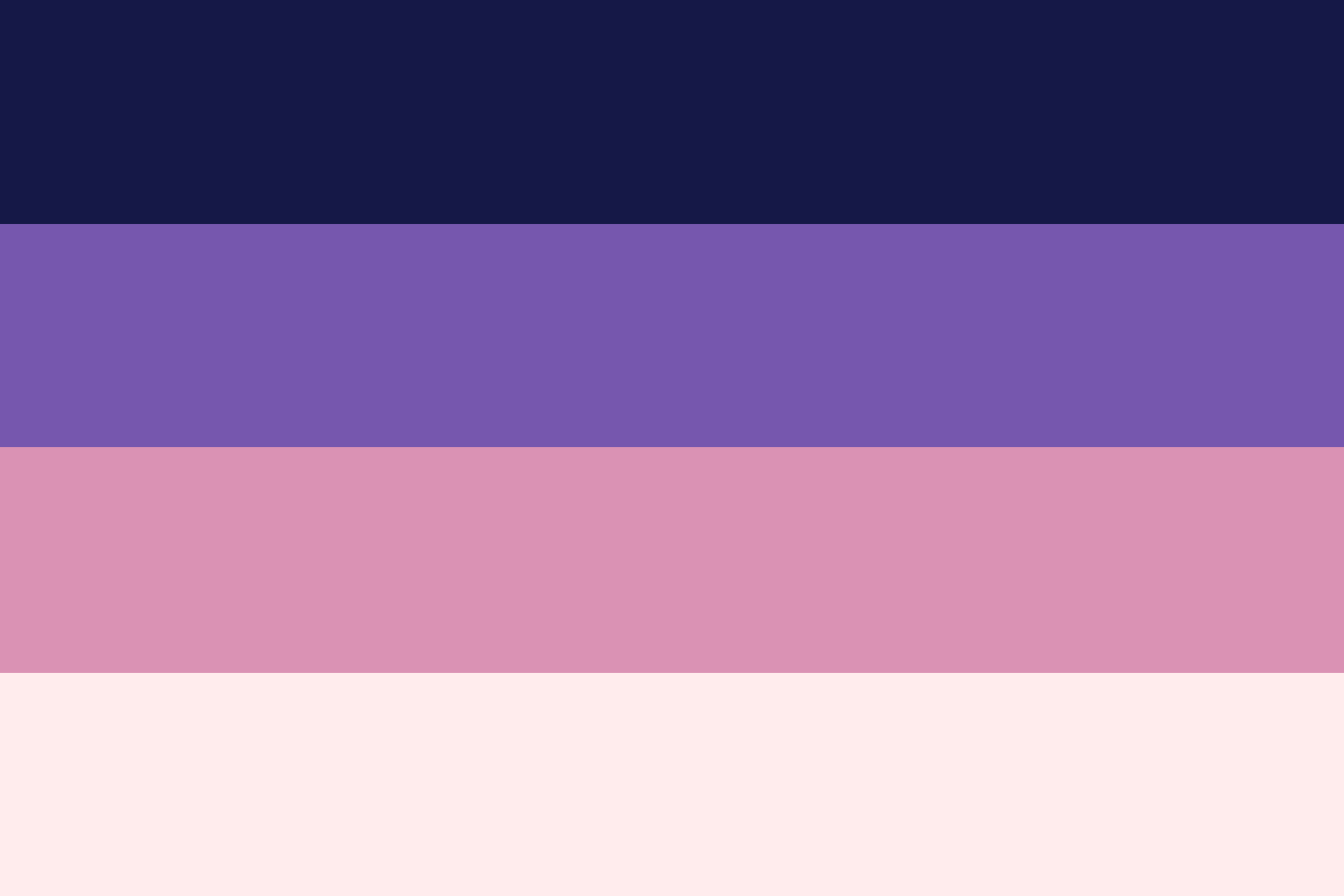
Lá cờ nhằm đại diện cho phổ vô tính

Bán vô tính, hay còn được gọi là Bán tính (tiếng Anh: Gray-asexuality hoặc Graysexuality, hay Greysexuality, Grey-asexuality) là một xu hướng tính dục nằm trong phổ vô tính, hay có thể được coi là một phổ nằm giữa vô tính và hữu tính. Bán vô tính còn được biết đến như một khái niệm bao quát dùng để chỉ những xu hướng tính dục nằm trong "phổ vô tính" trừ vô tính luyến ái với tên "vùng xám của vô tính nằm trong vùng này có thể có những xu hướng tính dục như Demisexual (Á tính), Fraysexual, Autochorisexual, Lithsexual... Những người nhận diện bản thân là một người bán tính có thể được gọi là Gray-A, hay Gray Ace.
Sự hình thành của các cộng đồng trực tuyến, ví dụ như Asexual Visibility and Education Network (AVEN), đã mang lại cho những người Bán tính nơi để thảo luận về xu hướng tính dục của họ.

## Định nghĩa

### Tổng quát
Bán vô tính được định nghĩa là vùng xám nằm giữa vô tính luyến ái và hữu tính luyến ái, trong đó một người có thể chỉ thỉnh thoảng trải qua hấp dẫn tình dục. Thuật ngữ á tính luyến ái (demisexuality) được đặt ra bởi Asexual Visibility and Education Network (AVEN) vào năm 2006. Tiền tố "demi" bắt nguồn từ từ Latinh dimidium, có nghĩa là "chia làm hai nửa". Thuật ngữ á tính luyến ái xuất phát từ khái niệm được mô tả là "nằm giữa" dải chạy dọc từ hữu tính tới vô tính.
Bán vô tính là một nhãn nhỏ hơn nằm trong nhãn chính là vô tính. Người bán tính là người chỉ thi thoảng có được sự hấp dẫn tình dục. Những người bán tính có thể trải nghiệm được:
- Có được sự hấp dẫn tình dục ít thường xuyên.
- Có được sự hấp dẫn tình dục vô cùng thấp.
- Cảm thấy không chắc chắn liệu những cảm giác của mình có phải là sự hấp dẫn tình dục không.
- Thấy xa lạ với sự hấp dẫn tình dục.

Thuật ngữ bán vô tính có thể được coi là một thuật ngữ bao hàm cho những xu hướng tính dục nằm trong phổ vô tính, ví dụ như á tính và các xu hướng tính dục khác: vô tính luyến ái.... Các thuật ngữ khác nằm trong phổ này gồm semisexual, có tính vô tính và có tính hữu tính.
Nhà giáo dục về tính dục của trường Cao học Giáo dục thuộc Đại học Columbia Sari Locker trong một cuộc phỏng vấn với Mic đã nhận định rằng những người bán vô tính "cảm thấy rằng họ ở trong vùng xám giữa vô tính luyến ái và hứng thú tình dục thông thường". Một cá nhân nhận diện mình là gray-A có thể có bất kì xu hướng tình cảm nào, vì sự thu hút tình dục và tình cảm không nhất thiết phải đồng nhất với nhau.
Bán vô tính có thể là một bản dạng tính dục độc lập hoặc được kết hợp với bất cứ nhãn tính dục khác, ví dụ một người có thể vừa là bán tính và toàn tính cùng lúc.

### Á tính luyến ái

Cờ của cộng đồng người Á tính.

Á tính luyến ái (tiếng Anh: Demisexuality) chỉ những người có sự hấp dẫn về mặt tình dục khi và chỉ khi họ có được sự kết nối tình cảm và sự tin tưởng đối với người kia. Định nghĩa của "mối liên kết về cảm xúc" đa dạng tùy theo từng người. Ở đây, sự kết nối tình cảm không nhất thiết phải là tình yêu, đó có thể là tình bạn, tình thương mến, thương yêu... Người á tính có thể có bất kì xu hướng tình cảm nào. Người có tính dục trong phổ vô tính có thể thay nhãn tính dục của họ thường xuyên trong suốt cuộc đời, và sự linh hoạt trong cách dán nhãn là một đặc điểm của họ.
Á tính, một nhãn thuộc vào phổ vô tính, bao gồm sự góp mặt vào các cộng đồng hoạt động vì quyền của người queer như GLAAD và Dự án The Trevor, và nó có những hạng mục khác nhỏ hơn.
Á tính có thể được kết hợp với một xu hướng tính dục khác, ví dụ một người có thể là á tính và dị tính cùng lúc, tức là chỉ một người chỉ có được hấp dẫn tình dục nếu đối phương là một người khác giới.
Tổ chức Demisexual Resource Center cho rằng: "Những người á tính có thể được coi là một phần của cộng đồng người vô tính bởi vì hầu như, họ không có thu hút tình dục. Nhiều người á tính trong cả cuộc đời họ chỉ có được sự hấp dẫn ấy với một vài người, có người chỉ có được với một người. Nhiều người á tính thường thấy không hứng thú với tình dục, vậy nên họ có khá nhiều điểm tương đồng với nhóm vô tính". Định nghĩa về "sự kết nối tình cảm" có thể khác nhau đối với nhiều người. Người á tính có thể có bất kì xu hướng tình cảm nào.
Á tính luyến ái hay bất cứ xu hướng tính dục nào có liên quan tới sự kết nối tình cảm là một chủ đề phổ biến trong dòng tiểu thuyết lãng mạn và có thể được gọi là Á tính bắt buộc (Compulsory demisexuality). Trong những câu chuyện này, tình dục chỉ thực sự mang lại sự khoái cảm khi được thực hiện giữa hai người yêu nhau chính là một hình mẫu rập khuôn phổ biến thường thấy ở các nhân vật nữ. Sự kết nối thân mật như vậy còn có thể gây nên tính độc chiếm cao trong các mối quan hệ.
Giống như nhiều người vô tính khác, người á tính không nhất thiết phải thiếu đi ham muốn tình dục.

### Linh hoạt vô tính

Cờ của cộng đồng người Linh hoạt vô tính

Cờ của cộng đồng người Acespike

Linh hoạt vô tính (tiếng Anh: Aceflux) là một xu hướng tính dục nằm trong quang phổ vô tính. Thuật ngữ này chỉ những người có xu hướng tính dục luân chuyển trên phổ vô tính. Một người nhận diện bản thân là linh hoạt vô tính có thể một ngày cảm thấy mình không có hấp dẫn tình dục với ai, hay ngày sau thì thấy mình có được hấp dẫn tình dục nhưng vô cùng ít. Có những thời điểm họ có thể thấy mình là người á tính, hay lúc sau lại nhận dạng bản thân là người bán tính. Có những người có lúc cảm nhận được hấp dẫn tình dục mạnh mẽ như một người hữu tính.
Linh hoạt vô tính có thể là một xu hướng tính dục độc lập, nhưng cũng có thể kết hợp được với một xu hướng khác. Ví dụ, một người có thể là người vừa là người Linh hoạt vô tính. vừa là người Đồng tính, tức là một người chỉ có thể có được hấp dẫn tình dục nếu đối phương là một người cùng giới và/hoặc giới tính.
Một nhãn nhỏ hơn của 'Linh hoạt vô tính' là Acespike, tức chỉ những người hầu như không có hấp dẫn tình dục, nhưng thi thoảng họ sẽ cảm nhận được hấp dẫn tình dục vô cùng mãnh liệt trong một khoảng thời gian ngắn rồi lại mất đi.

## Cộng đồng
Các cộng đồng trực tuyến, như Asexual Visibility and Education Network (AVEN), hay các trang blog như Tumblr, đã mang lại người gray-A những phương thức để tìm sự chấp nhận trong cộng đồng. Trong khi người gray-A được ghi nhận là có sự đa dạng trong trải nghiệm hấp dẫn tình dục, các cá nhân trong cộng đồng chia sẻ sự nhận dạng trong phổ vô tính. Một lá cờ đen, xám, trắng và tím thường được dùng để thể hiện niềm tự hào trong cộng đồng vô tính. Vùng màu xám đại diện cho Bán tính.

## Nghiên cứu
Cho tới năm 2019, tính dục vô tính nói chung vẫn còn khá mới với nghiên cứu học thuật và diễn ngôn công khai.

## Một số nhãn tính dục khác nằm trong phổ vô tính
- Fraysexuality: chỉ những người chỉ có hấp dẫn tình dục đối với những ai chưa có được cảm tình của họ, khi họ đã có được cảm tình thì sự hấp dẫn tình dục đó sẽ mất đi. Đây được coi là một nhãn trái ngược với Demisexuality.
- Autochorisexuality (tên khác: Aegosexuality): chỉ người không hoặc ít có hấp dẫn tình dục, tuy nhiên họ vẫn có xem phim khiêu dâm, có thể thủ dâm, họ có thể có mộng tưởng về tình dục và thường đóng vai người xem trong những mộng tưởng ấy, họ có suy nghĩ về tình dục và cư xử giống một người hữu tính.
- Autosexuality: chỉ người chỉ có hấp dẫn tình dục với chính bản thân mình.
- Reciprosexuality: chỉ những người không có hấp dẫn tình dục với ai trừ khi họ biết người kia bị hấp dẫn với mình trước.
- Lithsexuality (tên khác: Akiosexuality): chỉ những người có hấp dẫn tình dục nhưng sẽ biến mất nếu người đó được đáp lại.
- Apothisexuality: chỉ những người cự tuyệt với chuyện tình dục.
- Quoisexuality (tên khác: WTFsexuality): chỉ những người cảm thấy khái niệm về tình dục rất hoang mang, mơ hồ và khó hiểu.
- Cupiosexuality: chỉ những người khát khao được tham gia một mối quan hệ tình dục nhưng lại không có được sự hấp dẫn tình dục với ai. Một người Cupiosexual có thể là một người không quan tâm hoặc cự tuyệt chuyện tình dục.
- Placiosexuality: chỉ những người không có nhu cầu nhận những hành vi tình dục bởi người khác đem lại nhưng mong muốn chính mình là người chủ động đem lại cho đối phương.
- Myrsexuality: chỉ những người có trải nghiệm nhiều dạng tính dục nằm trong phổ vô tính.
- Aliquasexuality: chỉ những người chỉ trải nghiệm thu hút tình dục trong những trường hợp cụ thể.